# ريك سميث
ريك سميث (بالفرنسية: Rick Smith) (و. 1948  م) هو لاعب هوكي الجليد كندي، ولد في هاميلتون، مركز لعبه هو مدافع ‏.

## جوائز
حصل على جوائز منها:
- كأس ستانلي.

## روابط خارجية
- ريك سميث على موقع دوري الهوكي الوطني (الإنجليزية)
- ريك سميث على موقع قاعة مشاهير الهوكي (لاعب أن.إتش.أل) (الإنجليزية)
- ريك سميث على موقع EliteProspects.com (الإنجليزية)
- ريك سميث على موقع HockeyDB.com (الإنجليزية)
- ريك سميث على موقع Hockey-Reference.com (الإنجليزية)